# 2847 Парваті
2847 Парваті (2847 Parvati) — астероїд головного поясу, відкритий 1 лютого 1959 року.
Тіссеранів параметр щодо Юпітера — 3,681.